# 2002 سي سي 249 (كويكب)
2002 سي سي 249 (ويعرف أيضًا باسم (126719) 2002 سي سي 249 وفق تسمية الكوكب الصغير) (بالإنجليزية: 2002 CC249)‏ هو كويكب ضمن حزام الكويكبات؛ وترتيبه 126719 من حيث الاكتشاف.
اكتُشف هذا الجُرم الفلكي بواسطة مارك ويليام بوي في 8 فبراير 2002.

## وصلات خارجية
- 2002 سي سي 249 (كويكب) في قاعدة بيانات مختبر الدفع النفاث لأجرام النظام الشمسي الصغيرة

- الاكتشاف · مخطط المدار ·  العناصر المدارية · المعلمات المادية

- 2002 سي سي 249 (كويكب) على موقع ويكي سكاي: DSS2, SDSS, GALEX, IRAS, Hydrogen α, X-Ray, Astrophoto, Sky Map, Articles and images